# Заїка Віктор Євгенович
Заїка Віктор Євгенович (2 травня 1936, Улан-Уде, Бурятська АРСР, РРФСР, СРСР — 22 лютого 2014, Севастополь, Україна) — український гідробіолог, член-кореспондент АН УРСР (з 1978).

## Біографія
Народився 2 травня 1936 року в Улан-Уде. У 1958 році закінчив Ленінградський університет. Після цього працював у Зоологічному інституті АН СРСР у Ленінграді, від 1959 року — у Лімнологічному інституті Сибірського відділення АН СРСР (селище Ліствєнничне, тепер Іркутської області РФ), з 1962 року — в Інституті біології південних морів НАНУ (Севастополь). З 1974 року був завідувачем відділу екосистем шельфу, у 1977—1982 та 1993—2000 — директор, від 2000 року — провідний науковий співробітник, від 2007 — в. о. головного наукового співробітника.

## Наукова діяльність
Наукові праці присвячені питанням водної паразитології (зокрема, вивченню паразитів риб), теорії росту тварин, біологічної продуктивності й біоценології. Виявив ряд загальних закономірностей, що визначають залежність продуктивності різних водяних тварин від тих чи інших біологічних параметрів і умов середовища.

## Виноски
1. ↑  https://www.nas.gov.ua/UA/PersonalSite/Pages/default.aspx?PersonID=0000004515